# Пангодське міське поселення
Па́нгодське міське поселення (рос. Пангодское городское поселение) — міське поселення у складі Надимського району Ямало-Ненецького автономного округу Тюменської області Росії.
Адміністративний центр та єдиний населений пункт — селище міського типу Пангоди.
Населення міського поселення становить 10737 осіб (2017; 10805 у 2010, 10868 у 2002).